# Aeroflot-Flug 25
Am 4. April 1963 verunglückte eine Iljuschin Il-18 auf dem innersowjetischen Linienflug Aeroflot-Flug 25 von Moskau nach Krasnojarsk, wobei alle 67 Insassen, darunter auch der sowjetische Schachspieler Igor Georgijewitsch Rubel, starben.

## Flugzeug
Das Flugzeug war eine weniger als 1 Jahr alte Iljuschin Il-18W (Luftfahrzeugkennzeichen: CCCP-75866, Werknummer: 183005901), die vom Einsatzbeginn am 26. Februar 1963 bis zum Unfall 154 Betriebsstunden und 68 Flugzyklen absolviert hatte.

## Verlauf
Die Il-18 hob um 3:12 Uhr in Moskau ab und stieg auf eine Höhe 6.000 m und damit über die Wolken. Die Piloten baten kurz darauf die Flugkontrolle, zugunsten des Treibstoffverbrauchs auf 8.000 m steigen zu dürfen, was aber abgelehnt wurde, da zu dieser Zeit eine Tupolew Tu-104 auf dieser Höhe auf derselben Luftstraße in dieselbe Richtung unterwegs war. Um 4:15 Uhr meldeten sich die Piloten der Tu-104 über Kanasch, 40–50 km vor der Il-18, woraufhin die Piloten der Il-18 um 4:22 Uhr die Freigabe zum Steigflug auf 8.000 m erhielten. Weitere 4 Minuten später meldeten die Piloten der Il-18 den Überflug von Laischewo auf 7.500 m mit Kurs auf Mamadysch. Dies war der letzte Funkkontakt mit den Piloten. Ein weiterer Funkspruch der Flugkontrolle um 4:30 Uhr wurde nicht beantwortet.
Nach Sonnenaufgang wurde das Wrack in einem verschneiten Feld gefunden, 54,5 km östlich von Laischewo, 82 km südöstlich von Kasan und 3,5 km südwestlich von Urachtscha in Richtung 75° (Nordosten) ausgerichtet.

## Wetter
Zur Zeit des Unfalls war es um den Unfallort herum stark bewölkt mit einer Wolkenobergrenze von 7.500 m und einer Untergrenze auf 200–300 m Höhe. Zudem gab es Schauer mit einer Sichtweite von 6–8 km und einem Wind aus Richtung 160° (Südosten).

## Ermittlung
Das Trümmerfeld hatte eine Länge von 800 und eine Breite von 250 m. Der Aufprall erfolgte bei eingefahrenem Fahrwerk und mit einem kleinen, negativen Nickwinkel und fast ohne Querneigung mit einer Geschwindigkeit von 500–600 km/h. Zuvor stürzte das Flugzeug aus einer Höhe von 7.800 m innerhalb von 4–4,5 min zu Boden bei einer durchschnittlichen Sinkrate von 30 m/s und einer wahren Fluggeschwindigkeit von durchschnittlichen 650 km/h. Es konnte auch ermittelt werden, dass die Triebwerke Nr. 1 und Nr. 2 (beide links) bis dahin normal gearbeitet hatten, während die Triebwerke Nr. 3 und Nr. 4 (beide rechts) es nicht taten und ihre Propeller in die Segelstellung gebracht worden waren. Weil entsprechende Verletzungen an den Leichen der Passagiere fehlten, wurde ein Druckabfall ausgeschlossen. Auch das Wetter wurde als unmittelbare Ursache ausgeschlossen, jedoch vermuteten die Ermittler, dass die schlechte Sicht in den Wolken ein Abfangen erschwert hatte, obwohl das Flugzeug steuerbar war und weitgehend intakt war. Anwohner fanden nach der Schneeschmelze die äußeren Querruder beider Tragflächen 11–12 km vom Aufschlagspunkt entfernt. Diese waren aufgrund der extrem hohen Fluggeschwindigkeit im Flug abgerissen.
Bei der Untersuchung der Triebwerke Nr. 3 und Nr. 4 wurde festgestellt, dass zuerst Nr. 4 und dann Nr. 3 abgestellt wurde und dass beide vorher nicht ausgefallen waren. Sie wurden danach entweder automatisch oder durch die entsprechenden Knöpfe in die Segelstellung gebracht. An Triebwerk Nr. 4 wurden Anzeichen für eine Fehlfunktion der Propellerverstellung gefunden, die sich auf ein Versagen des Öldichtungsrings für den Öladapter zurückführen ließ; dieser zeichnete für den Öltransport ins Triebwerk verantwortlich. Die Fehlfunktion wurde durch einen Fehler bei der Fertigung des Propellers verursacht. Dadurch verklemmte sich die Spule für die Geschwindigkeitsregelung. Dieser Fehler im Triebwerk hätte niemals im Flug entdeckt werden können, sondern nur, wenn der Propeller bei der Wartung vom Triebwerk abmontiert worden wäre.
Letztendlich ging das Triebwerk Nr. 4 im Flug in knapp 8 km Höhe auf Schubumkehr, was viel Luftwiderstand erzeugte. Daraufhin neigte sich das Flugzeug zur Seite, konnte dadurch die Höhe nicht mehr halten und ging in einen Sturzflug über. Da die Piloten nicht sehen konnten, welches Triebwerk auf Schubumkehr stand, stellten sie Triebwerke Nr. 3 und Nr. 4 ab. Sie verloren bei der hohen Geschwindigkeit und Sinkrate in den Wolken die Orientierung und erlangten die Kontrolle, als das Flugzeug in 150–200 m die Wolkendecke durchbrach. Aufgrund der hohen Sinkrate konnten sie den Aufprall nicht verhindern.